# Celda de Wigner-Seitz

Construcción de una celda primitiva Wigner–Seitz.

La celda de Wigner-Seitz es un tipo de celda primitiva en una red de Bravais trazada por el método de Wigner-Seitz el cual se expone a continuación. Primero, se dibujan líneas que unan un punto de la red con todos los puntos de la red próximos a este. Segundo, en el punto medio de esas líneas y perpendicular a las mismas se trazan nuevas líneas (en el caso bidimensional) o planos (en el caso tridimensional). El volumen más pequeño encerrado por estas últimas líneas o planos que se han dibujado constituye la celda primitiva de Wigner-Seitz.
Una iteración en el espacio de estas celdas generaría toda la red. Cabe destacar que esta celda unitaria presenta ciertas ventajas en la visualización de la red con respecto a otras debido a que posee la misma simetría que la red.